# Antonio Muñoz Degrain
Antonio Muñoz Degrain – hiszpański malarz pochodzący z Walencji. Specjalizował się w pejzażach, malarstwie historycznym i literackim.
Początkowo studiował architekturę, jednak porzucił ją dla malarstwa i wstąpił do Królewskiej Akademii Sztuk Pięknych San Carlos w Walencji. Od 1862 roku brał udział w Krajowej Wystawie Sztuk Pięknych. W 1870 roku malarz Bernardo Ferrándiz zaprosił go do Malagi, gdzie wspólnie pracowali przy dekoracji sklepienia Teatru Cervantesa. Muñoz Degrain wykładał w Escuela de San Telmo, a w 1898 roku został dyrektorem katedry architektury w Królewskiej Akademii Sztuk Pięknych św. Ferdynanda, gdzie jego uczniem był Eduardo Martínez Vázquez.

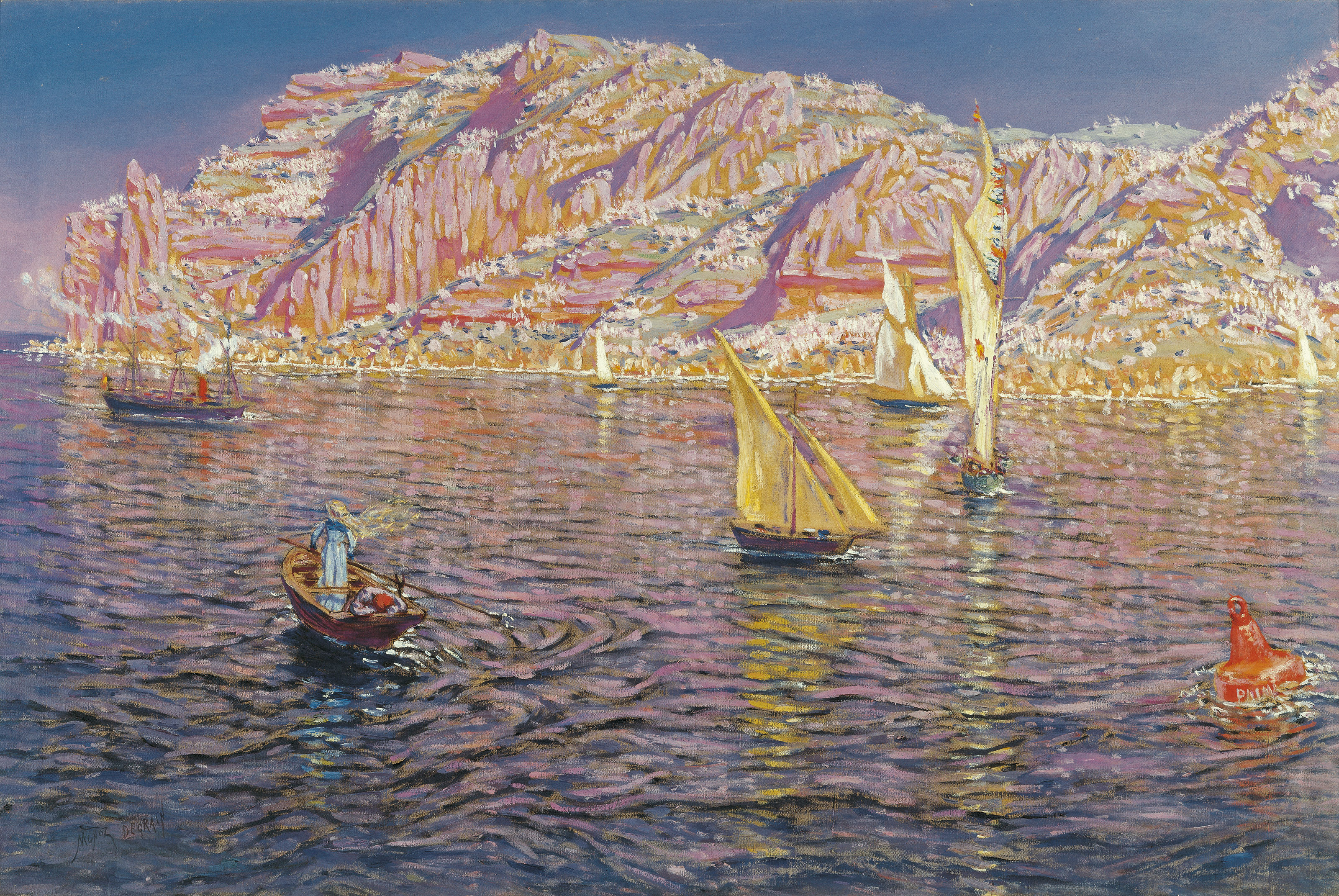
Vista de la Bahía de Palma de Mallorca, 1905–1910